# Leiko Ikemura
Leiko Ikemura, イケムラレイコ, Ikemura Reiko (Tsu, 22 agosto 1951), è una pittrice e scultrice giapponese.

## Biografia
Dal 1970 al 1972 studia all'Università di Osaka, in Giappone. Lascia il paese natale per la Spagna, dove, fra il 1973 e il 1978, studia all'Real Academia de Bellas Artes de Santa Isabel de Hungría a Siviglia.
Nel 1979 si trasferisce a Zurigo dove vive per quattro anni.
La prima personale è del 1980 quando espone al "Bonn Kunstverein" a Bonn.
Nel 1985 si trasferisce a Colonia. Dal 1987 inizia a dedicarsi alla scultura.
Dal 1991 Leiko Ikemura è professoressa di pittura presso la Universitaet der Kuenste, UdK a Berlino dove vive attualmente.

## Collezioni pubbliche (Selezione)
- Musée National d'Art Moderne, Centre Georges Pompidou, Parigi, Francia
- Museo Nazionale di Arte Moderna, Tokyo, Giappone
- Museo Nazionale d'Arte, Osaka, Giappone
- Museo d'arte di Basilea, Basilea, Svizzera
- Kunstmuseum Bern, Bern, Svizzera
- Kunstmuseum Liechtenstein, Liechtenstein
- Kolumba, Museo d'arte dell'Arcidiocesi di Colonia, Germania
- Museum Kunst Palast, Kunstmuseum Düsseldorf, Germania
- Kunstmuseum Linz, Lentos, Museum of Modern Art Linz, Austria
- Toyota Municipal Museum of Art, Toyota, Giappone